# Sövde musteri

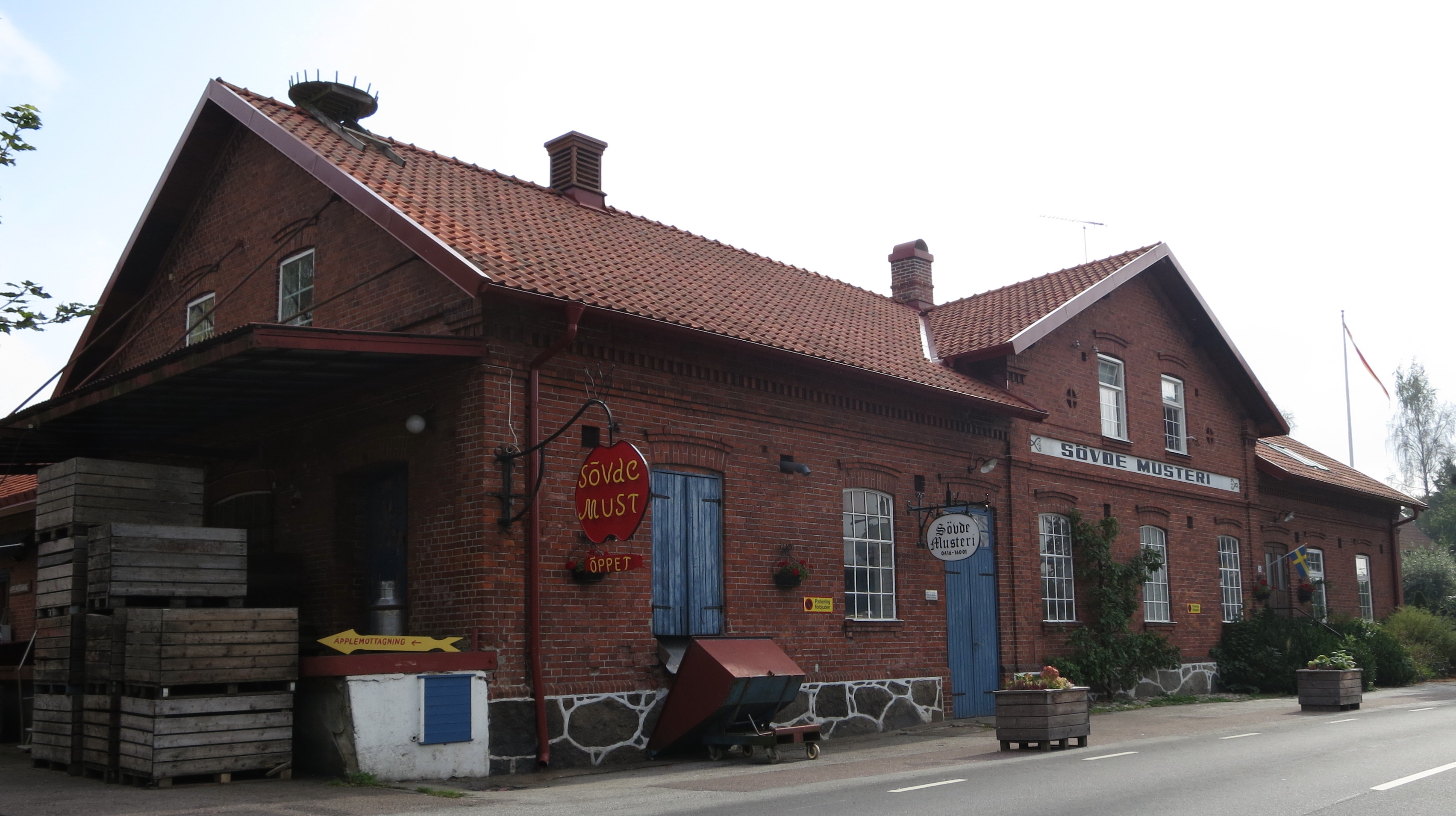
Sövde musteri

Sövde musteri är ett musteri i Sövde i Sjöbo kommun. Under en period på 1900-talet var det ett andelsmusteri. 
Musteriet säljer egna varor men mustar även kunders frukter. Byggnaden för musteriet var ursprungligen ett mejeri som grundades 1894.